# پیر هریشت

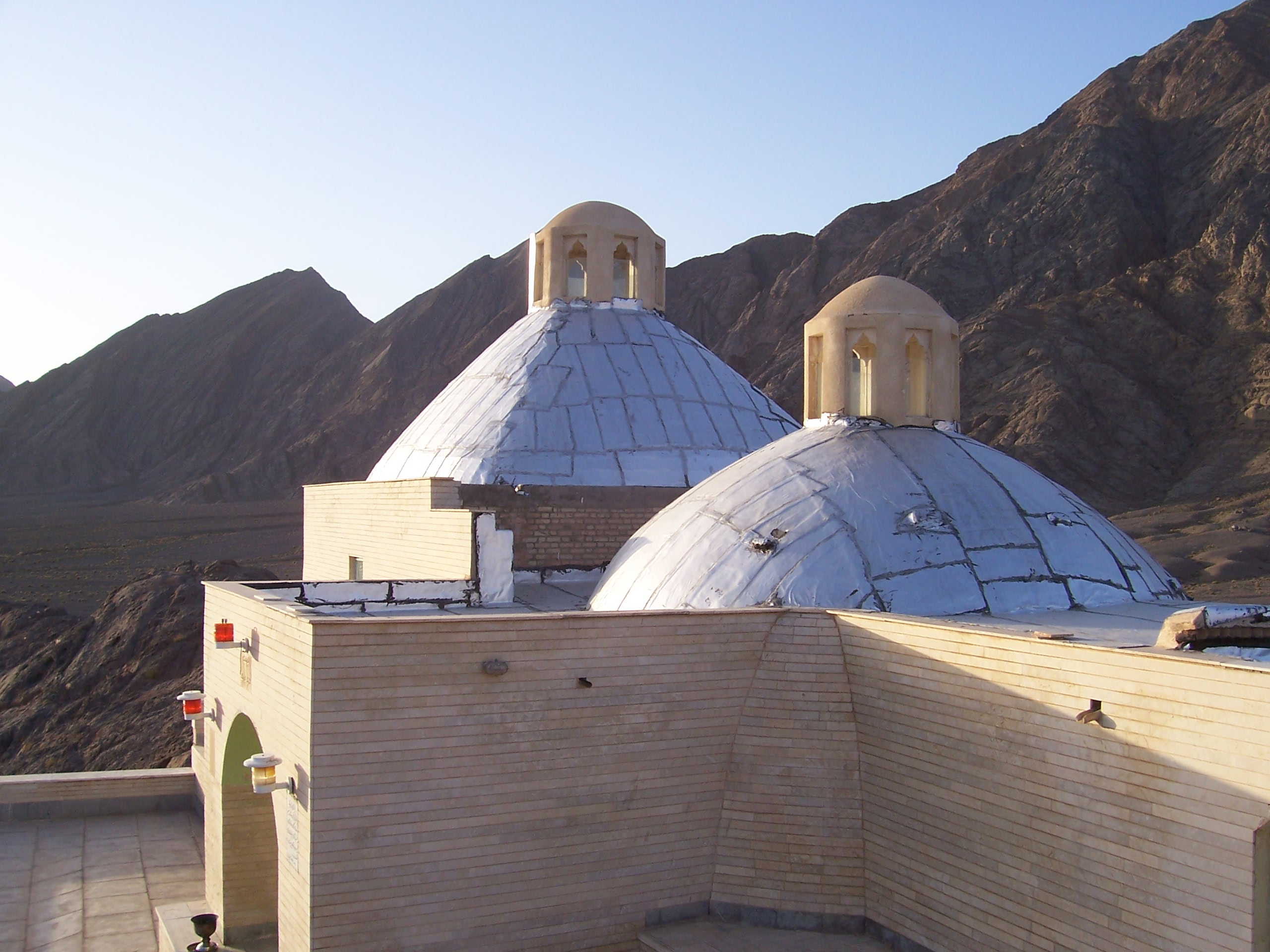
پیر هریشت

پیر هِریشت از نیایشگاه‌های زرتشتی در شهرستان اردکان در استان یزد است.
این نیایشگاه و آتشکده در ۹۰ کیلومتری غرب یزد، در پانزده کیلومتری شهر اردکان، در دامنه کوه‌های کم‌ارتفاع و بدون پوشش گیاهی واقع شده‌است.
زرتشتیان بر این باورند که «هریشت» محل غایب شدن یکی از کنیزهای بانوی «یزدگرد ساسانی» است.
زرتشتیان هر سال، در روز هجدهم نوروز به این محل می‌آیند و به زیارت، جشن و پایکوبی می‌پردازند.
زرتشتیان شریف‌آباد برای فراهم کردن هیزم آتش جشن هیرومبا به نیایشگاه «پیر هریشت» می‌روند. آن‌ها زمانی حرکت می‌کنند که پیش از غروب آفتاب به پیر هریشت برسند.